# 戈羅霍維謝
51°19′55″N 23°44′41″E / 51.33194°N 23.74472°E
戈羅霍維謝（烏克蘭語：Гороховище），是烏克蘭的村落，位於該國西部沃倫州，由科韋利區負責管轄，面積0.31平方公里，海拔高度169米，2001年人口187，人口密度每平方公里603.23人。